# Valdelacasa de Tajo
Valdelacasa de Tajo is een gemeente in de Spaanse provincie Cáceres in de regio Extremadura. Valdelacasa de Tajo heeft 407 inwoners (1 januari 2016).

## Aangrenzende gemeenten
Valdelacasa de Tajo heeft een oppervlakte van 73 km² en grenst aan de gemeenten Berrocalejo, Castañar de Ibor, El Gordo Garvín, Peraleda de San Román, Valdeverdeja en Villar del Pedroso.

## Burgemeester
De burgemeester van Valdelacasa de Tajo is Francisco Domínguez González.

## Demografische ontwikkeling
Bron: INE, 1857-2011: volkstellingen